# سنت-مور
سنت-مور (به فرانسوی: Sainte-Maure) یک کمون در فرانسه است که در Canton of Troyes-2 واقع شده‌است.

## خصوصیات
سنت-مور ۲۰٫۹۲ کیلومترمربع مساحت و ۱٬۴۲۱ نفر جمعیت دارد و ۱۱۱ متر بالاتر از سطح دریا واقع شده‌است.